# Катунаши (Арђеш)
Катунаши (рум. Cătunași) насеље је у Румунији у округу Арђеш у општини Појана Лакулуј. Oпштина се налази на надморској висини од 394 m.

## Становништво
Према подацима из 2002. године у насељу је живело 335 становника, од којих су сви румунске националности.